# Дмитрий Головня
Дмитрий Головня (ум. 12 августа 1399 возле реки Ворсклица) — князь, государственный и военный деятель Великого княжества Литовского. Родоначальник рода Головни.

## Биография
Точное происхождение Дмитрия неизвестно. Классический специалист по генеалогии Юзеф Вольф считал его Рюриковичем — потомком князей Турово-Пинских. Современный польский исследователь Ян Теговский считает Дмитрия Гедиминовичем и отождествляет с Дмитрием Михайловичем Боброком Волынским.
Дмитрий владел несколькими имениями на Волыни, в число которых входили Острожец, Косаров, Блищаны, Теремов, Войница, Перекалы (Луцкий повет), Окоствица и Вступка (Радомышльский повет). Он использовал прозвание «Головня», которое и дало название княжескому роду Головни.
По мнению историков, в 1386 году владел Луцком. До 1390 года основал собственный замок Острожец (Малый Острог), и стал удельным князем. Затем было основано Острожецкое княжество. В подтверждение этой версии идут сведения Анны и Марии (сестёр князя Андрея Головни-Острожецкого) и волынского воеводы Януша Острожского, к тому же было заявлено об общем происхождении этих родов. Отмечается явное сходство гербов родов Острожских и Головни-Острожецких.
Дмитрий Головня погиб 12 августа 1399 году в битве на Ворскле.

## Семья
Имя жены Дмитрия неизвестны. Дети:
- Иван Головня-Острожецкий (ум. после 1446)[3].